# MIT 테크놀로지 리뷰

MIT 테크놀로지 리뷰(MIT Technology Review)는 매사추세츠 공과대학교가 출판하는 잡지이다. 1899년 "더 테크놀로지 리뷰"(The Technology Review)라는 이름으로 설립되었으며 The를 제외한 이름으로는 출판자 R. 브루스 저니(R. Bruce Journey)에 의해 1998년 4월 23일에 시작되었다. 현재 최고 편집장은 제임스 폰틴(James Pontin)이다.
2011년 테크놀로지 리뷰는 유튼 리더(Utne Reader)의 최고 과학/기술 분야에서 독립 신문상(Independent Press Award)을 받았다.
MIT 테크놀로지 리뷰 한국판은 DMK Global에서 독점 서비스로 제공하고 있다.
2013년 5월부터 머니투데이에서 발행하는 기술 매거진 TECH M(테크엠)에서 콘텐츠 제휴를 맺고 한국어 기사를 제공하고 있다.

## 참조
1. ↑  http://www.technologyreview.com
2. ↑  “Technology Review: Staff List”. 2012년 7월 21일에 원본 문서에서 보존된 문서. 2012년 12월 11일에 확인함.
3. ↑  “보관된 사본”. 2016년 4월 3일에 원본 문서에서 보존된 문서. 2012년 12월 11일에 확인함.
4. ↑  http://techm.kr